# Maya Stewart
Pour les articles homonymes, voir Stewart.
Pas d'image ? Cliquez ici

a Compétitions nationales et continentales officielles uniquement.

b Matchs officiels uniquement.
Dernière mise à jour le 16 avril 2025.
Maya Stewart, née le 13 mars 2000 à Newcastle (Australie), est une joueuse internationale australienne de rugby à XV évoluant aux postes d'ailier ou d'arrière. Elle joue aux Waratahs.

## Biographie
Maya Stewart naît le 13 mars 2000 à Waratah, un quartier de Newcastle et grandit à Nelson Bay. Elle commence la pratique du rugby à XV au club du Eastern Suburbs RFC, à Sydney, mais joue également à XIII, avec le même intérêt pour les deux codes. Sa famille la pousse vers le XV et c'est en regardant la Coupe du monde 2017 qu'elle se décide finalement et abandonne le XIII.
Elle intègre l'effectif des Waratahs en 2019 et remporte trois Super Rugby Women's consécutifs.[réf. nécessaire]
Fin 2021, alors qu'elle empile les essais en Super Rugby Women's (dix-neuf en douze matchs), elle subit une rupture des ligaments croisés, sa deuxième. Sa participation à la Coupe du monde, qui semblait une évidence pour tous les observateurs au vu de ses performances, devient alors incertaine. Sa rééducation est prise en charge par l'équipe médicale des Wallaroos.
En 2022, elle joue toujours pour les Waratahs. Elle ne compte aucune sélection en équipe d'Australie quand elle est retenue en septembre 2022 pour disputer la Coupe du monde en Nouvelle-Zélande, alors qu'elle n'a pas rejoué depuis sa blessure. Elle gagne sa première cape contre l'Écosse, une victoire qui qualifie les Wallaroos pour les quarts. À l'annonce de sa sélection, elle avoue avoir versé quelques larmes.
Elle remporte l'édition 2024 du Super Rugby Women's avec les Waratahs en s'illustrant avec un doublé en finale contre les Fijiana Drua. Sélectionnée pour le WXV 2024, elle inscrit contre les Boks son quatorzième essai international, battant ainsi le record de Tricia Brown avec les Wallaroos.

## Palmarès

### En franchise
- Vainqueur du Super Rugby Women's en 2019, 2020, 2021, 2024 et 2025.

### En équipe nationale
- Vainqueur du WXV 2 en 2024.

### Distinctions personnelles
- Meilleure marqueuse d'essais de l'histoire de l'équipe d'Australie féminine de rugby à XV.